# Ubanški jezici
Ubanški jezici, skupina od (71) jezik koji se govore u Srednjoafričkoj Republici, Demokratskoj Republici Kongo, Sudanu, Kamerunu i Kongu. Predstavnii su:    
a. Banda jezici (16):
a1. Centralni (11) Srednjoafrička Republika, Demokratska Republika Kongo: banda (togbo-vara, južni centralni), banda-bambari, banda-banda, banda-mbrès , banda-ndélé, banda-yangere, gobu, kpagua, mono, ngundu.
a2. Južni Centralni (2): banda (južni centralni), langbashe.
a3. Južni (1) Demokratska Republika Kongo: mbandja.
a4. Jugozapadni (1) Demokratska Republika Kongo: ngbundu.
a5. Zapadni Centralni (1): zapadni centralni banda,
b. Gbaya-Manza-Ngbaka jezici (15; prije 14): 
b1. Centralni (4) Srednjoafrička Republika: bokoto, gbanu, gbaya-bossangoa, gbaya-bozoum.
b2. Istočni (6) Srednjoafrička Republika, Demokratska Republika Kongo, Kongo: ali, bofi, bonjo, manza, ngbaka, ngbaka manza.
b3. Sjeverozapadni (1) Srednjoafrička Republika: gbaya (sjeverozapadni).
b4. Jugozapadni (2) Srednjoafrička Republika, Kamerun: bangandu jezik, jugozapadni gbaya jezik (jugozapadni).
Suma, Srednjoafrička Republika
c. Ngbandi jezici (6) Srednjoafrička Republika, Demokratska Republika Kongo: dendi jezik, gbayi jezik, mbangi jezik, ngbandi (2 jezika: južni i sjeverni), yakoma jezik.
d. Sere-Ngbaka-Mba jezici (28): 
d1. Ngbaka-Mba jezici (19): 
a. Ngbaka jezici (15) Demokratska Republika Kongo, Srednjoafrička Republika, Kongo: baka, bangba, buraka, ganzi, gbanziri, gilima, gundi, kpala, limassa, mayogo, monzombo, mündü, ngbaka ma'bo, ngombe, yango.
b. Mba jezici (4) Demokratska Republika Kongo: dongo jezik, ma, mba, ndunga.
d2. Sere jezici (9): 
a. Feroge-Mangaya jezici (2) Sudan: feroge, mangayat.
b. Indri-Togoyo jezici (2) Sudan: indri, togoyo.
c. Sere-Bviri jezici (5) Sudan, Demokratska Republika Kongo: bai, belanda viri, ndogo, sere, tagbu.
e. Zande (6): 
e1. Barambo-Pambia jezici (2) Demokratska Republika Kongo: barambu, pambia.
e2. Zande-Nzakara jezici (4) Srednjoafrička Republika, Demokratska Republika Kongo: geme, kpatili, nzakara, zande.

## Vanjske poveznice
- Ethnologue (14th)
- Ethnologue (15th)